# Podpah
Podpah é um podcast brasileiro apresentado por Igor Cavalari (Igão) e Thiago Marques (Mítico), formado em 2020. É o maior podcast do Brasil, com mais de 8 milhões de inscritos no YouTube.

## Histórico
Em março de 2025, criadores de conteúdo do YouTube passaram a republicar trechos de entrevistas feitas pelo Podpah e apontando erros. Em resposta, o Podpah disse que não aceita "ofensas disfarçadas de opinião" e começou a enviar notificações de strike para diversos canais no YouTube solicitando a remoção dos vídeos com críticas ao podcast. Os outros criadores de conteúdo do YouTube passaram a acusar o Podpah de censura. Segundo o Estado de S.Paulo, as críticas foram direcionadas geralmente aos apresentadores Igão e Mítico e seus respectivos erros ao entrevistar os convidados, o que gerou memes.

## Filmografia

### Cinema
| Ano  | Título      | Papel       | Nota         | Ref.  |
| ---- | ----------- | ----------- | ------------ | ----- |
| 2022 | #PartiuFama | Eles mesmos | Participação | [ 6 ] |

## Spin Off
| Exibição      | Título            | Apresentação     | Ref.  |
| ------------- | ----------------- | ---------------- | ----- |
| 2022—presente | Rango Brabo       | Diogo Defante    | [ 7 ] |
| 2023—presente | Podpah Visita     | Pedro Scooby     | [ 8 ] |
| 2024          | Querido Diário    | Priscila Evellyn |       |
| 2024—presente | Batalha da Aldeia | Bob13 e AlvaFlex | [ 9 ] |

## Prêmios e indicações
| Ano  | Premiação                    | Categoria                 | Trabalho | Resultado | Ref.   |
| ---- | ---------------------------- | ------------------------- | -------- | --------- | ------ |
| 2021 | Prêmio iBest                 | Podcast (Júri Oficial)    | Podpah   | Top 10    | [ 10 ] |
| 2021 | Prêmio iBest                 | Podcast (Júri Popular)    | Podpah   | Top 10    | [ 10 ] |
| 2021 | MTV Millennial Awards Brasil | Podcast Nosso de Cada Dia | Podpah   | Venceu    | [ 11 ] |